# Llobregat
Llobregat ([ʎɔβɾə'ɰɑt]) – rzeka w północno-wschodniej Hiszpanii, druga pod względem wielkości (po Segre) rzeka Katalonii. Długość – 170 km. Główne dopływy: Cardener, Anoia. Przepływa przez: Gironellę, Balsareny, Monistrol, Molins de Rei i San Feliu de Llobregat. Źródło w Montmell koło Castellar de n'Hug w powiecie Berguedà w Pirenejach na wysokości 1295 m n.p.m. Uchodzi do Morza Śródziemnego w El Prat de Llobregat na przedmieściach Barcelony. Średni przepływ roczny niedaleko ujścia – 20,77 m³/s.
W delcie rzeki znajduje się gigantyczne przemysłowe przedmieście Barcelony, wraz z międzynarodowym lotniskiem El Prat de Llobregat.
W rejonie ujścia rzeki znalezione zostały ślady osadnictwa datowane na IV tysiąclecie p.n.e.

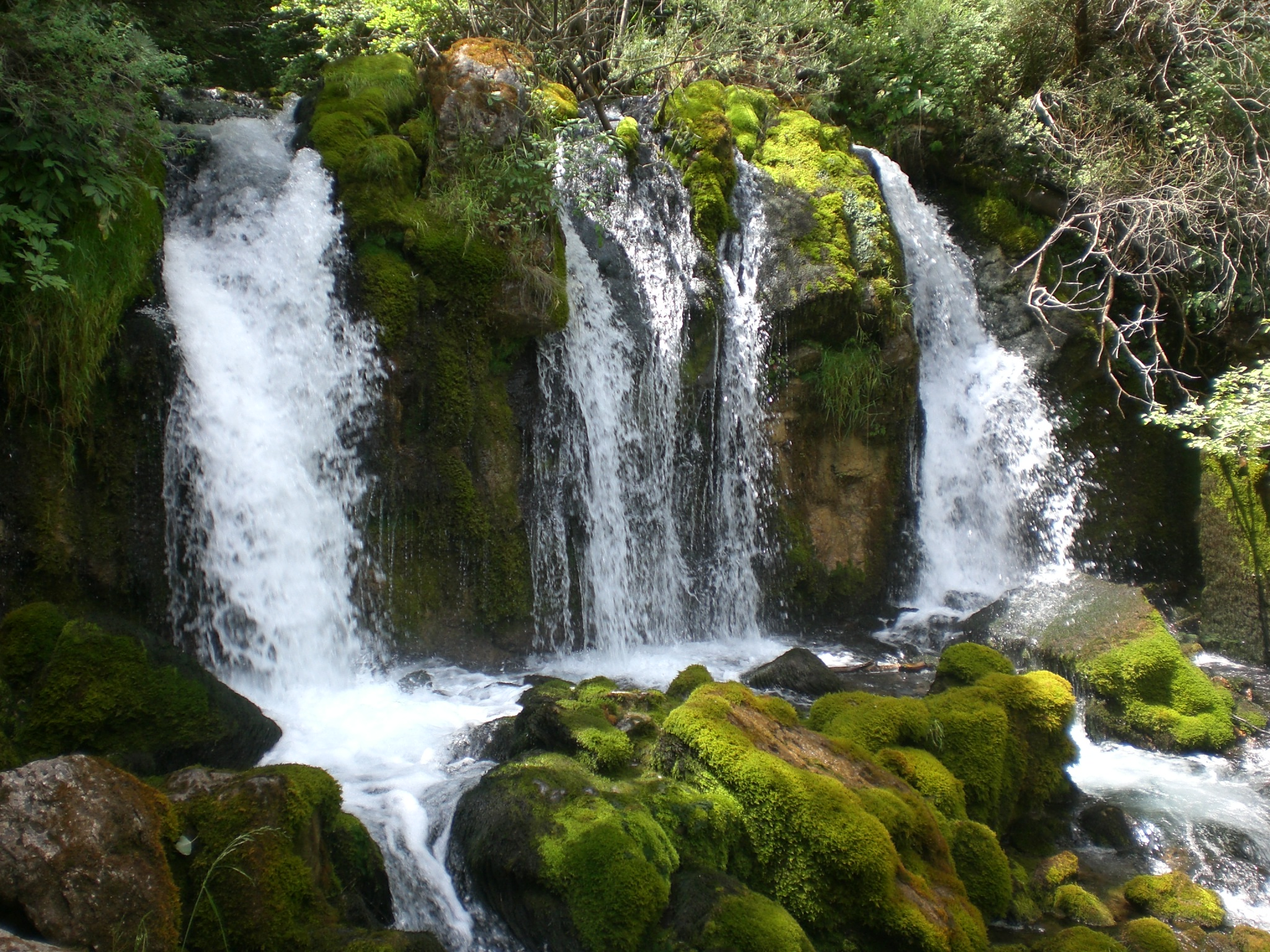
Źródła rzeki Llobregat w Pirenejach
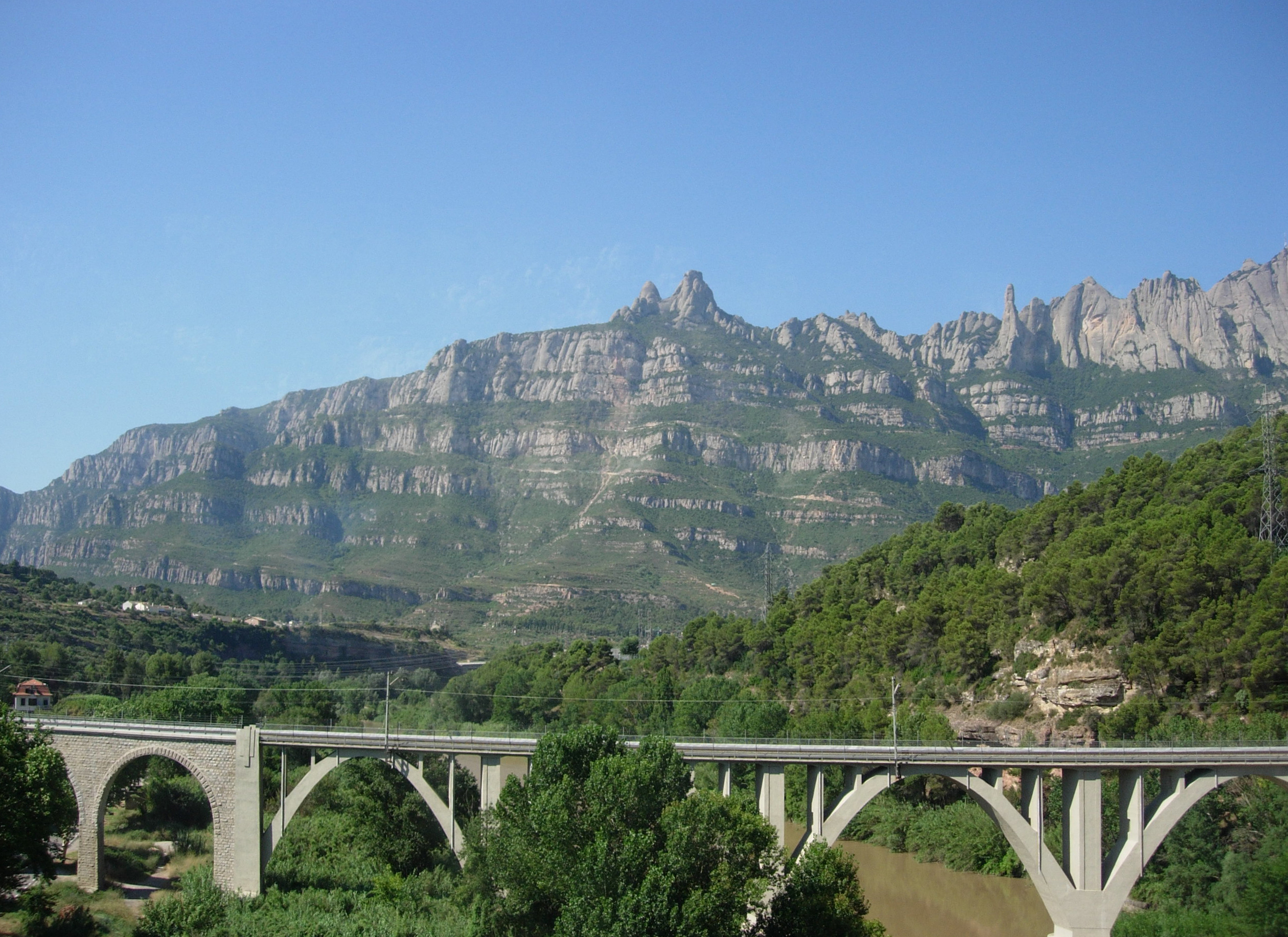
Most nad rzeką Llobregat w dolinie gór Montserrat
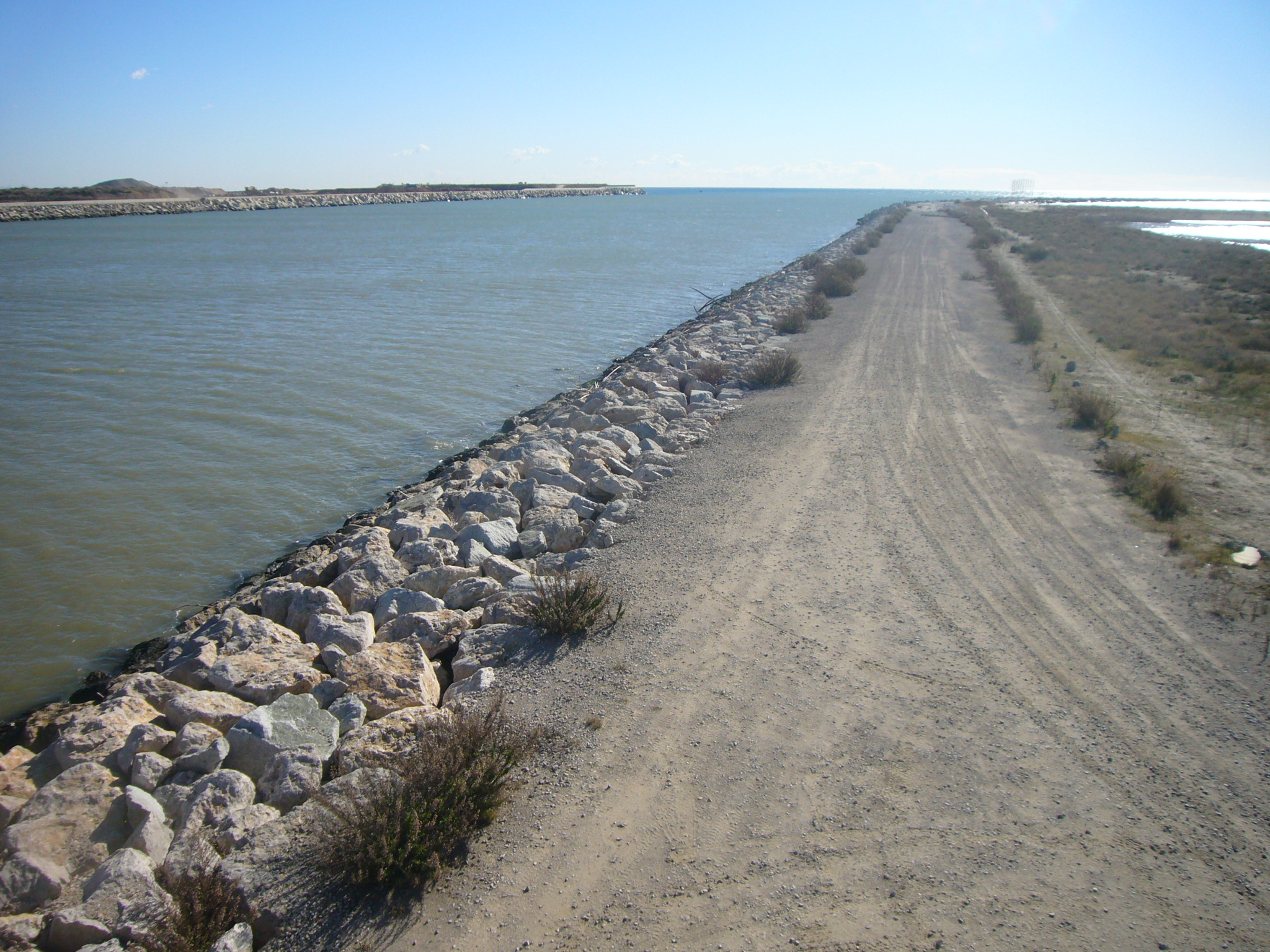
Delta rzeki Llobregat